# Maison des sources
La Maison des sources, située à Mauléon-Barousse dans le département des Hautes-Pyrénées sur le site appartenant au Syndicat des Eaux Barousse-Comminges-Save, permet de découvrir le patrimoine de la vallée de la Barousse.

## Description
La Maison des sources est située à Mauléon-Barousse dans le département des Hautes-Pyrénées sur un site du Syndicat des Eaux Barousse Comminges Save depuis 1950 a été inaugurée en 1996.
La Maison des sources abrite un musée sur l'eau, et permet de découvrir le patrimoine Baroussais riche en histoire à travers le pastoralisme d'antan, les vieux outils, le thermalisme avec des films, des maquettes interactives,.
La Maison des sources fait partie du réseau PATRIM.

Sélection de vues du musée
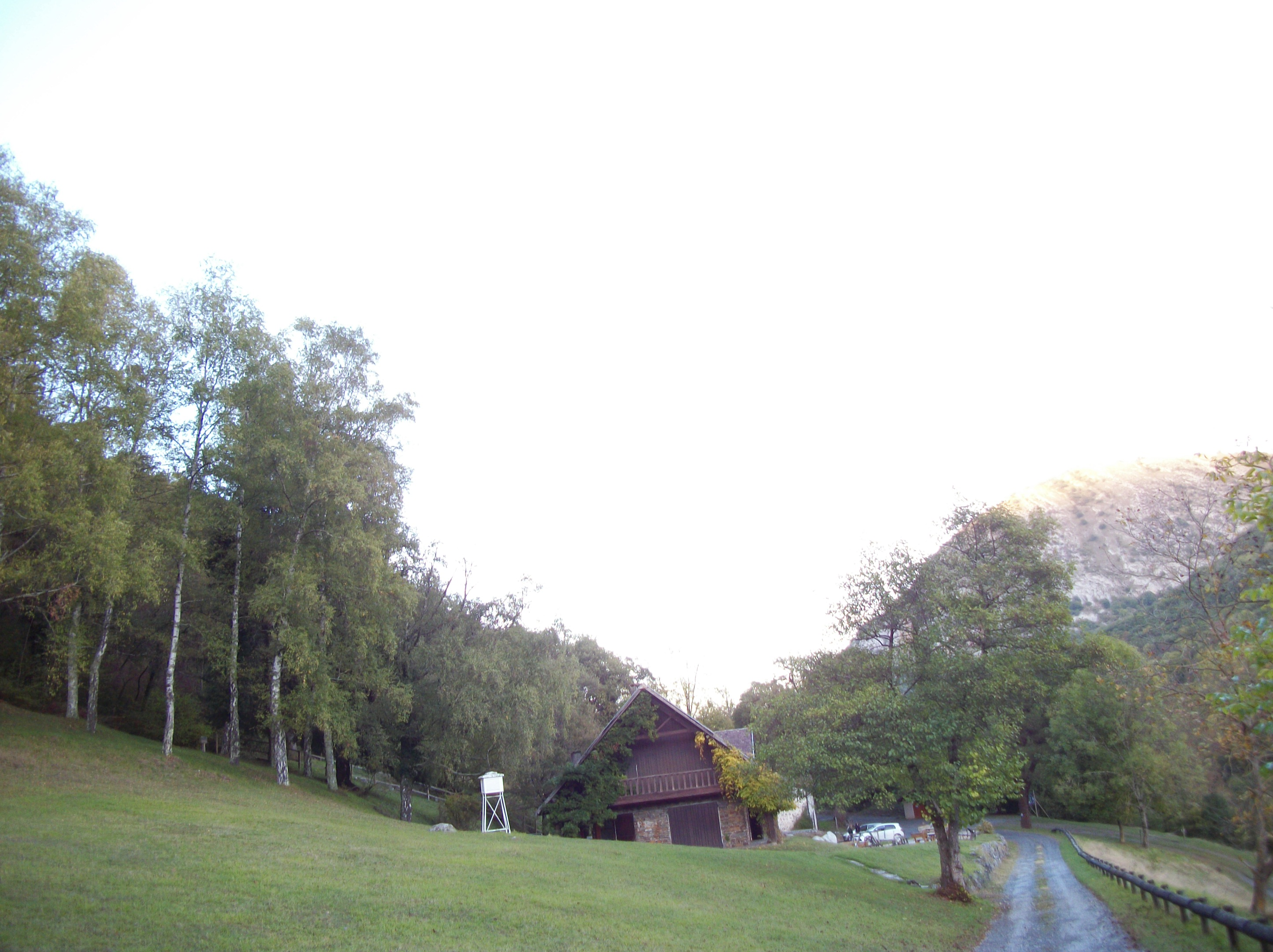
Entrée du parc de la maison des sources
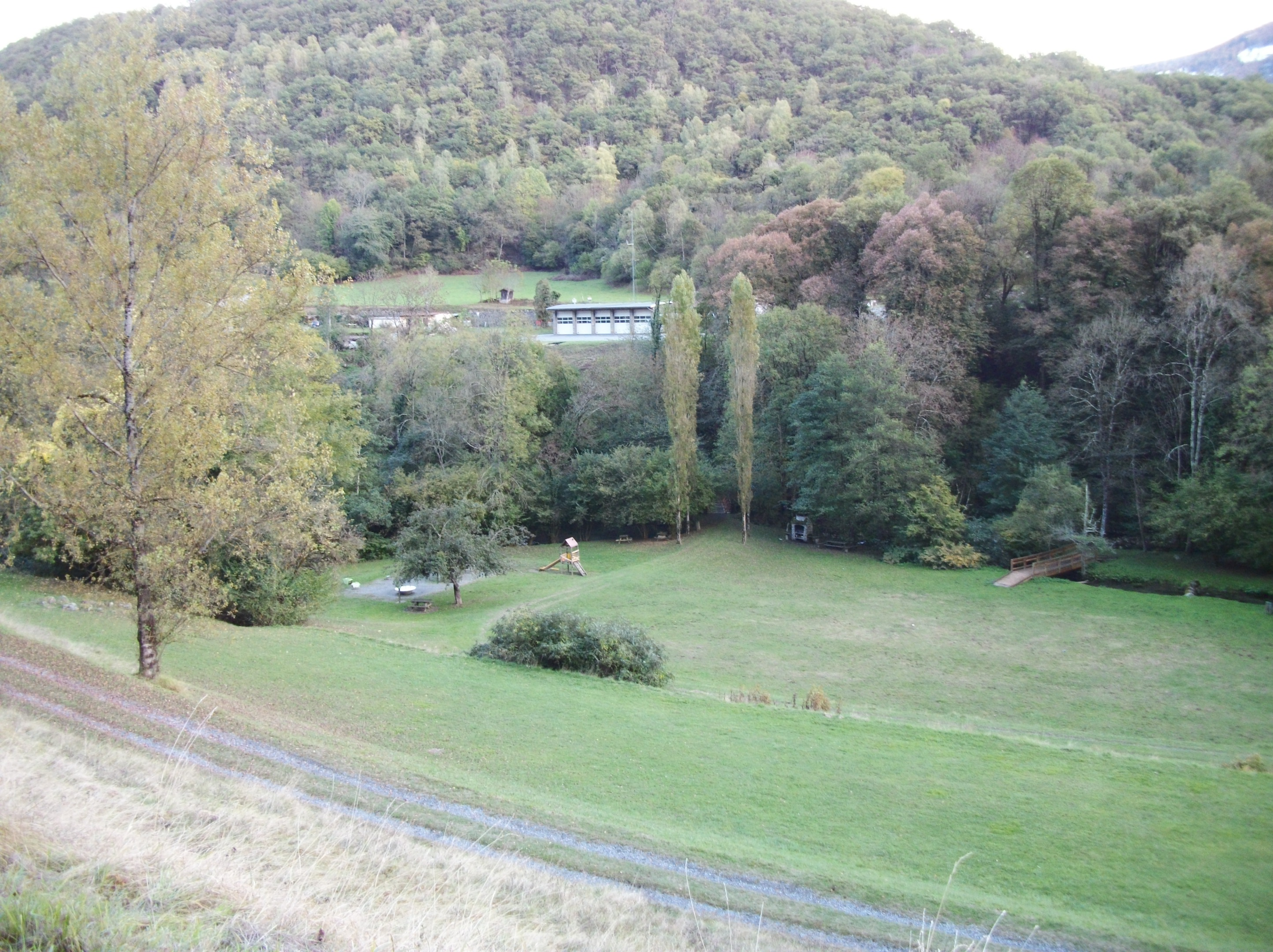
Aire de jeux
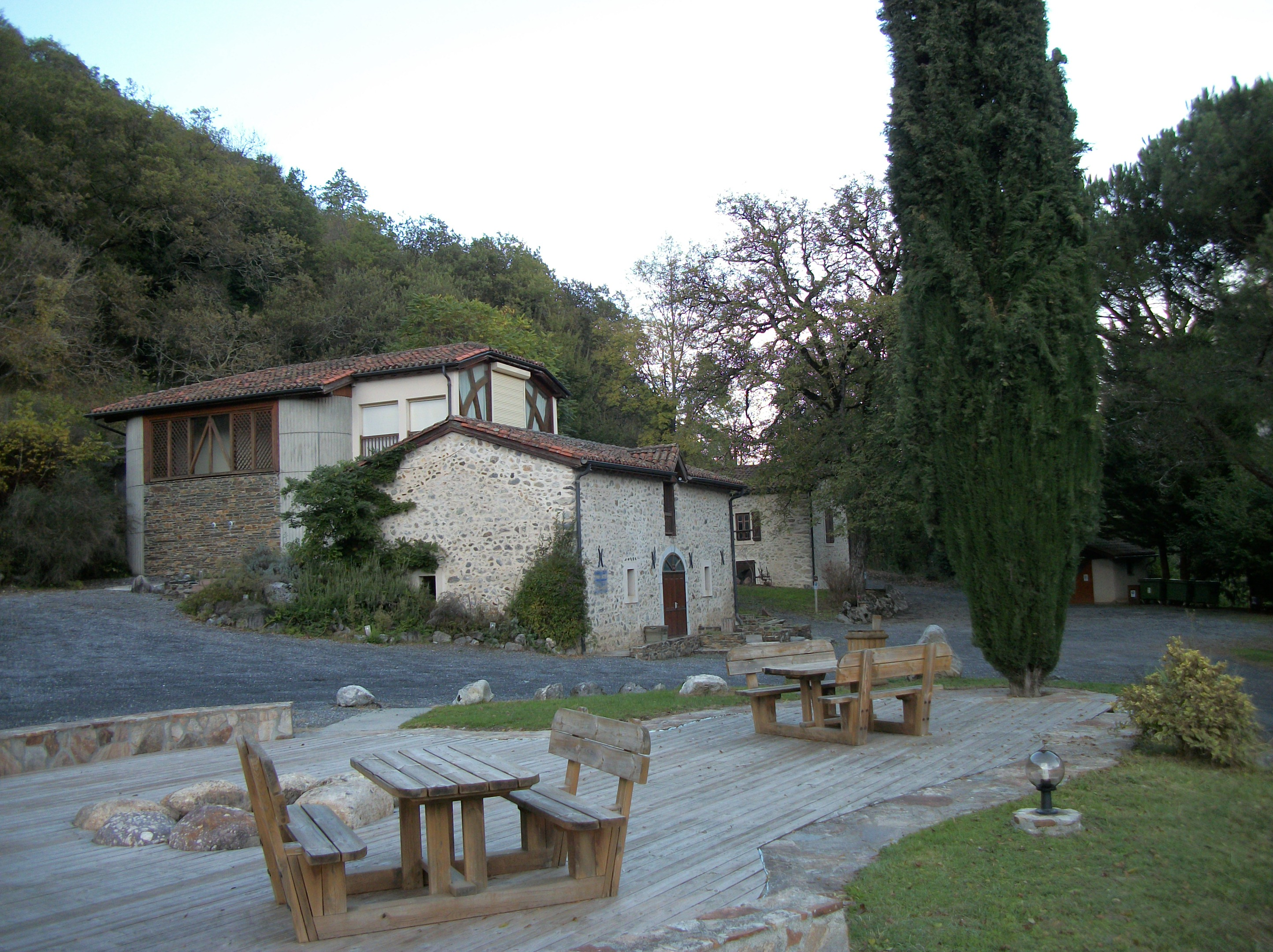
Aire de pique-nique à côté de la maison des sources
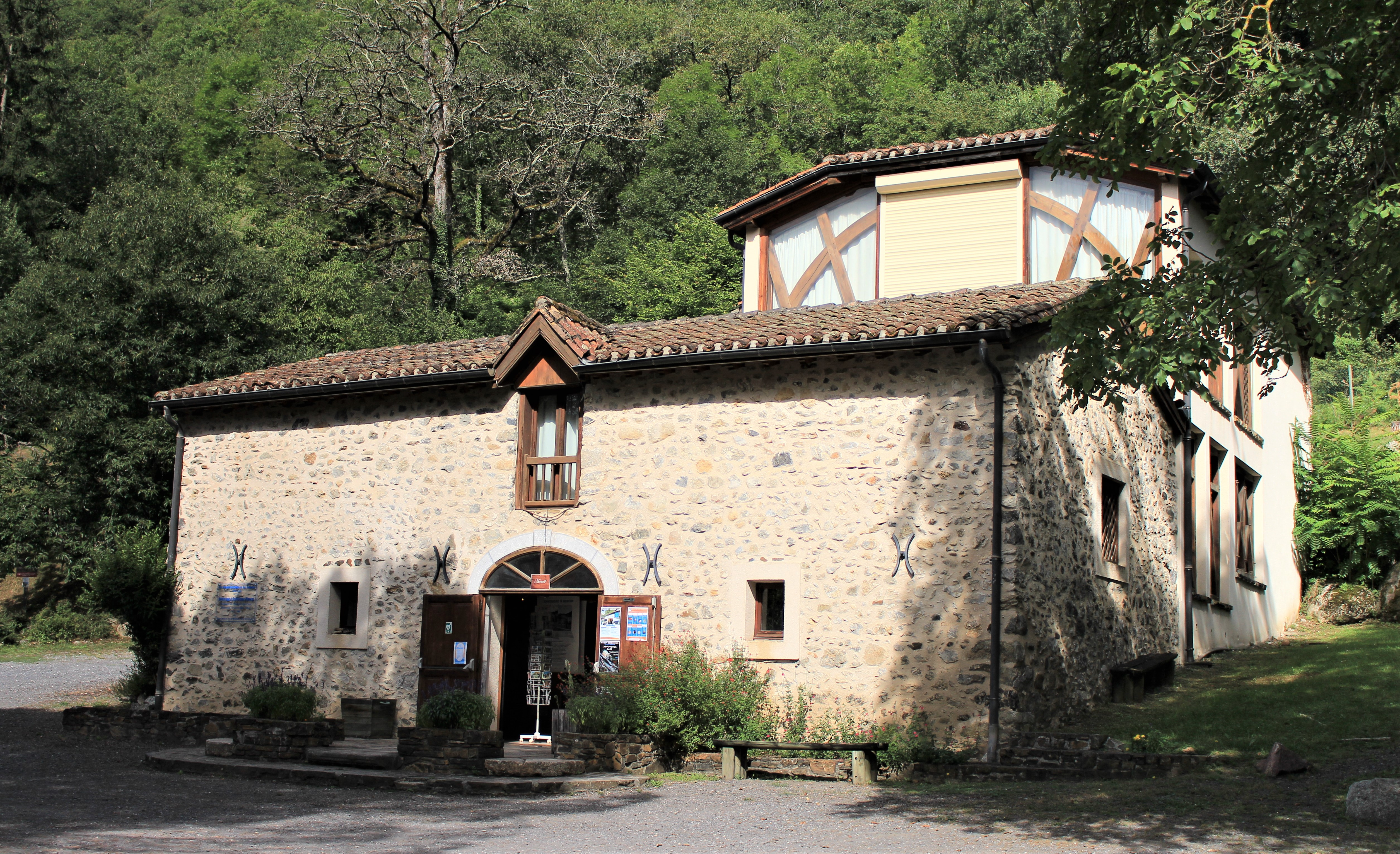